# Saison 1 de Roswell
Chronologie
Saison 2
Cet article présente les 22 épisodes de la première saison de la série télévisée américaine Roswell.

## Synopsis
À Roswell, lieu célèbre pour le présumé écrasement de soucoupe volante de 1947, trois extraterrestres tentent de mener une vie discrète dans la peau de jeunes adolescents taciturnes. Mais les choses se compliquent lorsque Max, l'un de ces extraterrestres, sauve la vie de Liz, une adolescente, la menant à découvrir la vérité à leur sujet...
Ensemble, ils vont devoir affronter un shérif soupçonneux, le FBI et des extraterrestres ennemis... Heureusement, ils forment un groupe d'amis soudés toujours prêts à s'entraider, rejoint peu après par Maria et Alex, les meilleurs amis de Liz, et éventuellement Kyle, l'ex de la jeune fille. Par ailleurs, leur vie est également ponctuée par des problèmes que rencontrent les adolescents normaux: amour, sexe, alcool, amitié, parents, etc.

## Distribution

### Acteurs principaux
- Shiri Appleby (VF : Elisa Bourreau) : Liz Parker
- Jason Behr (VF : Damien Boisseau) : Max Evans
- Katherine Heigl (VF : Charlotte Marin) : Isabel Evans
- Brendan Fehr (VF : Didier Cherbuy) : Michael Guerin
- Majandra Delfino (VF : Virginie Ledieu) : Maria DeLuca
- Nick Wechsler (VF : Arnaud Arbessier) : Kyle Valenti
- William Sadler (VF : Hervé Jolly) : James « Jim » Valenti
- Colin Hanks (VF : Emmanuel Garijo) : Alex Whitman

### Acteurs récurrents
- Emilie de Ravin (VF : Carole Agostini) : Tess Harding
- John Doe (VF : Régis Lang]) : Geoffrey Parker
- Julie Benz (VF : Sophie Deschaumes) : Kathleen Topolsky
- Ned Romero (en) (VF : Benoit Allemane) : River Dog
- Steve Hytner (en) (VF : Jacques Bouanich) : Ross Milton
- Jo Anderson (VF : Christine Paris) : Nancy Parker
- David Conrad (VF : Renaud Marx) : agent Daniel Pierce
- Jim Ortlieb (VF : Jean-Luc Kayser) : Nasedo
- Mary Ellen Trainor (VF : Monique Nevers) : Diane Evans
- Garrett M. Brown (VF : Lionel Henry) : Phillip Evans
- Diane Farr (VF : Catherine Privat) : Amy DeLuca
- Jason Peck (VF : Marc Seclin) : l'adjoint Hanson
- Tod Thawley (VF : Olivier Jankovic) : Eddie
- Richard Schiff (VF : Christian Visine) : agent John Stevens

## Liste des épisodes

### Épisode 1:La Révélation
- États-Unis : 6 octobre 1999 sur The WB
- France : 
  - 28 janvier 2000 sur Série Club
  - 16 février 2001 sur M6

### Épisode 2:Soupçons
- États-Unis : 13 octobre 1999 sur The WB
- France : 
  - sur Série Club
  - 16 février 2001 sur M6

### Épisode 3:Le Temps d'un rêve
- États-Unis : 20 octobre 1999 sur The WB
- France : 
  - sur Série Club
  - 17 février 2001 sur M6

### Épisode 4:Suis ton cœur
- États-Unis : 27 octobre 1999 sur The WB
- France : 
  - sur Série Club
  - 24 février 2001 sur M6

### Épisode 5:Le Journal intime
- États-Unis : 3 novembre 1999 sur The WB
- France : 
  - sur Série Club
  - 3 mars 2001 sur M6

### Épisode 6:Le Mystère du dôme
- États-Unis : 10 novembre 1999 sur The WB
- France : 
  - sur Série Club
  - 10 mars 2001 sur M6

### Épisode 7:Vers la lumière
- États-Unis : 17 novembre 1999 sur The WB
- France : 
  - sur Série Club
  - 17 mars 2001 sur M6

### Épisode 8:Sang pour sang
- États-Unis : 24 novembre 1999 sur The WB
- France : 
  - sur Série Club
  - 24 mars 2001 sur M6

### Épisode 9:Vague de chaleur
- États-Unis : 1er décembre 1999 sur The WB
- France : 
  - sur Série Club
  - 31 mars 2001 sur M6

### Épisode 10:Question d'équilibre
- États-Unis : 15 décembre 1999 sur The WB
- France : 
  - sur Série Club
  - 7 avril 2001 sur M6

### Épisode 11:Retour vers l'enfance
- États-Unis : 19 janvier 2000 sur The WB
- France : 
  - sur Série Club
  - 14 avril 2001 sur M6

### Épisode 12:Le Message
- États-Unis : 26 janvier 2000 sur The WB
- France : 
  - sur Série Club
  - 21 avril 2001 sur M6

### Épisode 13:Le Festival
- États-Unis : 2 février 2000 sur The WB
- France : 
  - sur Série Club
  - 28 avril 2001 sur M6

### Épisode 14:Rendez-vous galant
- États-Unis : 9 février 2000 sur The WB
- France : 
  - sur Série Club
  - 5 mai 2001 sur M6

### Épisode 15:Indépendance
- États-Unis : 16 février 2000 sur The WB
- France : 
  - sur Série Club
  - 12 mai 2001 sur M6

### Épisode 16:À fleur de peau
- États-Unis : 1er mars 2000 sur The WB
- France : 
  - sur Série Club
  - 19 mai 2001 sur M6

### Épisode 17:Carte blanche
- États-Unis : 10 avril 2000 sur The WB
- France : 
  - sur Série Club
  - 26 mai 2001 sur M6

### Épisode 18:Attirance fatale
- États-Unis : 17 avril 2000 sur The WB
- France : 
  - sur Série Club
  - 2 juin 2001 sur M6

### Épisode 19:Mise au point
- États-Unis : 24 avril 2000 sur The WB
- France : 
  - sur Série Club
  - 9 juin 2001 sur M6

### Épisode 20:À la poursuite de Max
- États-Unis : 1er mai 2000 sur The WB
- France : 
  - sur Série Club
  - 16 juin 2001 sur M6

### Épisode 21:Le Prisonnier
- États-Unis : 8 mai 2000 sur The WB
- France : 
  - sur Série Club
  - 23 juin 2001 sur M6

### Épisode 22:Un nouveau départ
- États-Unis : 15 mai 2000 sur The WB
- France : 
  - sur Série Club
  - 30 juin 2001 sur M6